# Gnonsiane Niombla
Gnonsiane Niombla (Villeurbanne, 1990. július 9. –) olimpiai ezüstérmes, világ- és Európa-bajnok francia-szenegáli válogatott kézilabdázó, irányító, a román CS Gloria Bistrița játékosa.

## Pályafutása

### Klubcsapatokban
Pályafutását az ASUL Vaulx-en-Velin csapatában kezdte, amellyel 2010-ben megnyerte a Nationale 1, azaz a francia harmadosztály küzdelmeit. A következő szezont megelőzően az élvonalbeli Fleury Loiret szerződtette. Hat szezont töltött a klubnál, 2015-ben bajnoki címet nyert a csapattal, valamint kétszer a Ligakupát is magasba emelhette. A 2014-2015-ös szezonban a Kupagyőztesek Európa-kupája döntőjébe is bejutott a Fleury, ott azonban a dán Midtjylland jobbnak bizonyult. 2016 nyarán légiósnak állt és a román CSM București színeiben folytatta pályafutását. 2017-ben és 2018-ban megnyerte a román bajnokságot és a Román Kupát is a csapattal. A 2018-2019-es szezonban a Metz Handball játékosa volt, akikkel bajnoki címet szerzett az idény végén. 2019 nyarán Magyarországra, a Siófok KC csapatához szerződött. Két idényt töltött a Balaton-parti csapatnál, ez idő alatt 38 tétmérkőzésen 133 gólt szerzett. 2021 nyarától a Paris 92-ben folytatta pályafutását. A 2023-2024-es szezont megelőzően a román Gloria Bistrița együtteséhez igazolt.

### A válogatottban
2013. március 20-án mutatkozott be a francia válogatottban és az ezt követő években alapembere lett a nemzeti csapatnak. A 2016-os riói olimpián ezüstérmet szerzett, 2017-ben világbajnok, 2018-ban pedig a hazai pályán rendezett kontinensviadalon Európa-bajnok lett.

## Sikerei, díjai
- Francia bajnok: 2015, 2019
- Román bajnok: 2017, 2018
- Román Kupa-győztes: 2017, 2018
- Francia Kupa-győztes: 2014, 2019
- Francia Ligakupa-győztes: 2015, 2016
- Kupagyőztesek Európa-kupája-döntős: 2015
- Francia Köztársaság Nemzeti Érdemrendje[11]

## További információ
- Gnonsiane Niombla profilja az Olympedia oldalán (angolul)